# Martín Núñez
Pablo Martín Núñez (* 2. Februar 1987 in Montevideo) ist ein uruguayischer Fußballspieler.

## Karriere
Der 1,65 Meter große Mittelfeld- bzw. Offensivakteur Núñez stand 2008 in Reihen der Carolina RailHawks. Dort erzielte er bei 28 Ligaeinsätzen fünf Tore. Dies führte dazu, dass er bei der Auswahl zum "Rookie of the Year" das Finale erreichte. 2009 absolvierte er für die Puerto Rico Islanders 14 Ligaspiele in der USL First Division (andere Quellen berichten von 15 Spielen) und kam in den Spielzeiten 2008/09 und 2009/10 insgesamt fünfmal für den Klub in der CONCACAF Champions League zum Einsatz. In den Jahren 2010 und 2011 spielte er für den Miami FC in der USSF D2 Pro League (9 Einsätze / 1 Tor) bzw. unter dem neuen Namen Fort Lauderdale Strikers in der North American Soccer League (29 Einsätze / 5 Tore). 2012 stand er in Reihen des seinerzeit noch Minnesota Stars genannten Minnesota United. Seine Einsatzstatistik weist bei dieser Station je nach Quellenlage 28 Spiele mit sechs Toren oder 25 Spiele und fünf Tore aus. Im August 2013 schloss er sich für die Herbstsaison 2013 erneut den Fort Lauderdale Strikers an, für die er bis Anfang 2014 insgesamt 42 Spiele absolvierte und zehn Tore schoss. Im Februar 2014 verlängerte er sein Engagement in Florida abermals. Andere Quellen führen für ihn bis Ende Dezember 2014 40 Ligaeinsätze für Fort Lauderdale mit elf Treffern. In den freien Monaten, in denen er nicht an andere Mannschaften gebunden ist, spielt er (Stand: 30. Juli 2014), um sich fit zu halten, zudem für den 2006 von in den USA lebenden Uruguayern gegründeten Uruguay Kendall FC in der der USASA angehörigen SSM Premier, einer Stadtteilliga in Miami. Am 23. Dezember 2014 schloss er sich den Tampa Bay Rowdies an. Dort bestritt er bislang (Stand: 15. Juli 2017) 16 Partien in der NASL und schoss drei Tore. Zudem kam er einmal (kein Tor) im US Open Cup zum Einsatz.